# George Fosbery Lyster

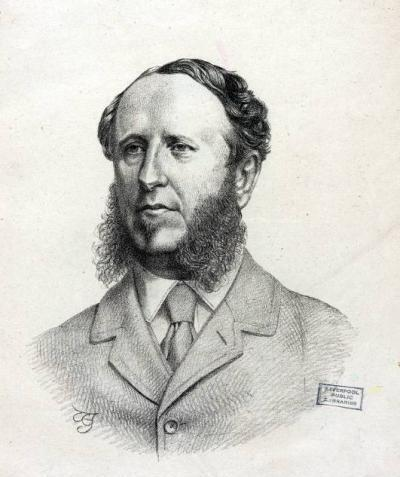
George Fosbery Lyster (1875)
(Liverpool Town Crier, 1875, Seite 14)

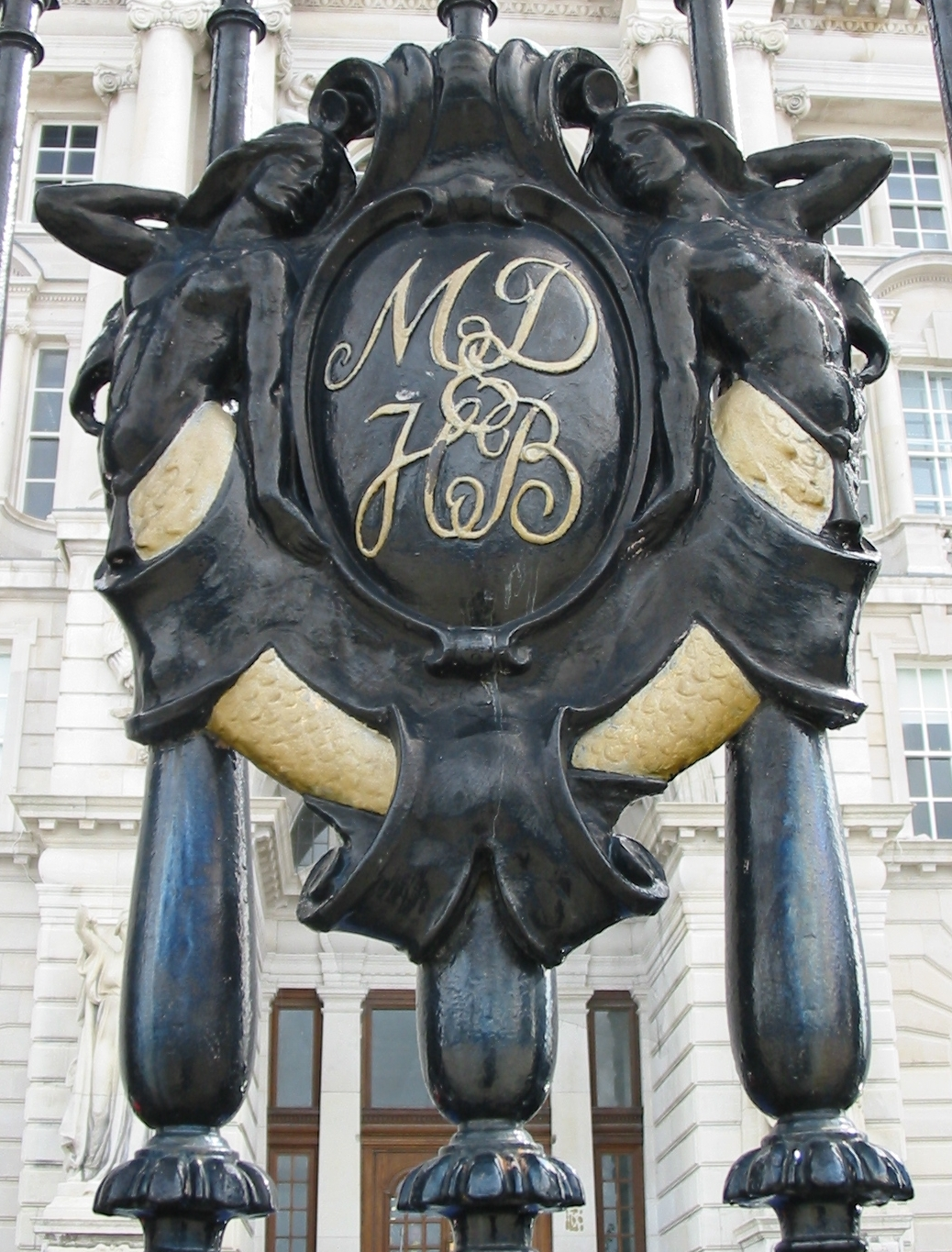
Firmenlogo des Mersey Docks and Harbour Board

George Fosbery Lyster (* 7. September 1821 in Mount Talbot, County Roscommon, Irland; † 11. Mai 1899 in London) war ein britischer Hafenbau-Ingenieur. Er war verantwortlich für die Ausgestaltung des Hafens von Liverpool und gilt als Erfinder spezieller Förderbänder für Getreide und Gestein.

## Leben
Er war der dritte Sohn des Commanders und Colonel Anthony Lyster, Zivil-Ingenieur in Douglas (Isle of Man). Lyster besuchte das King William's College nahe Castletown auf der Isle of Man, ging anschließend bei dem zu seiner Zeit recht berühmten Ingenieur James Meadows Rendel (1799–1856) in die Ausbildung und machte seinen Master of Engineering.
Er begann 1846 als Hilfsingenieur (Assistent Resident Engineer) und blieb sieben Jahre bis 1853 bei den Holyhead Harbour Works. Hier war er unter Ingenieur George Clarisse Dobson (1801–1874) für Unterhalt uns Ausbau der Hafenanlagen mitverantwortlich und am Bau des dortigen Wellenbrechers beteiligt.
Von 1853 bis 1856 war er Ingenieur (Resident Engineer) bei den Hafenwerken von Guernsey (Guernsey Harbour Works) und wurde 1856 verantwortlicher Chefingenieur (Engineer-in-Chief) von Saint Peter Port.
Als sein kurzzeitiger Vorgänger John Hartley unerwartet erkrankte, bekam Lyster im Jahr 1861 als einer von 70 Bewerbern den Posten des verantwortlichen Chefingenieurs (Engineer-in-Chief) des Mersey Docks and Harbour Board in Liverpool, den er bis 1897 innehatte. In seine Verantwortung fiel der Bau des neuen Birkenhead Dock (1870) auf der Wirral-Seite des Flusses Mersey, des Herculaneum Dock (1863), Langton Dock und Alexandra Dock (1881), Harrington Dock (1883), Hornby Dock (1884) und des Toxteth Dock (1888) sowie weitere im Norden. Er baute auch große Getreidespeicher an beiden Ufern des Mersey.
Lysters Ruf erlitt allerdings Schaden, als beim Bau des sechsstöckigen Waterloo-Getreidespeichers (1863–1868) ein Berechnungsfehler zum Ergebnis hatte, dass die Zwischendecken der Geschosse nicht tragfähig genug waren. Dieser Fehler wurde erst kurz vor Fertigstellung bemerkt. Lyster wurde zwar damit entschuldigt, dass er mit einem rapide anwachsendem Arbeitspensum überlastet war und nicht jedes Arbeitsdetail seiner Ingenieurs-Abteilung kontrollieren konnte, doch wurde ihm vorgehalten, dass derartiges unter seinem Vorgänger Jesse Hartley (1780–1860) nicht passiert wäre. Außerdem war Lyster in einen kleinen Skandal verwickelt, als bekannt wurde, dass Dockarbeiter private Arbeiten bei Vorgesetzten ausführen mussten.
Am 10. November 1862 meldete Lyster sein Patent Improvements in apparatus for elevating or otherwise transmitting grain and other granular substances an, und gilt damit als Erfinder spezieller Förderbänder für Getreide oder Gestein. In Versuchen damit erzielte er 1868 erste brauchbare Ergebnisse. Am 3. März 1863 meldete er das Patent Improvements in mooring buoys an. In dieser Zeit (1862–1864) ließ er sich gerade in der Devonshire Road von Alfred Waterhouse sein Gisburne House in neugotischem Baustil errichten.
Er entwarf auch die Liverpool Overhead Railway, die älteste Hochbahn für elektrisch betriebene Züge und die zweitälteste Hochbahn der Welt. Sie wurde am 4. Februar 1893 von Cecil Georgina Alderson eingeweiht, Ehefrau des zeitweiligen Premierministers Robert Gascoyne-Cecil, 3. Marquess of Salisbury.
Im Jahr 1897 ging Lyster mit einer jährlichen Firmenpension von 2.500 Pfund in den Ruhestand. Sein direkter Amtsnachfolger wurde sein Sohn Anthony George Lyster.
Neben seinem Zivilberuf war Lyster außerdem Lieutenant Colonel im  Engineers and Railway Volunteer Staff Corps (Freiwilligen-Korps). Lyster starb am 11. Mai 1899 in London im Alter von 77 Jahren an einer Lungenentzündung.

## Mitgliedschaften

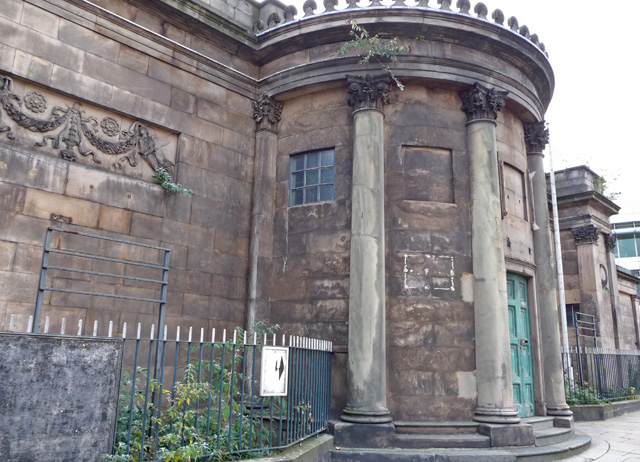
Wellington Rooms, Liverpool

- Vorstandsmitglied der Institution of Civil Engineers, Mitglied seit 7. Dezember 1858
- Mitglied bei den Smeatonians (Society of Civil Engineers) seit 1866[8]
- Fellow der Royal Society of Edinburgh (1886)[9]
- Mitglied in den Wellington Rooms, einem der exklusivsten Clubs in Liverpool

## Veröffentlichungen
- The corn warehouse at Liverpool and Birkenhead, 1868
- Report of George Fosbery Lyster, engineer of the Mersey Docks and Harbour Board, to the Special Committee, appointed on January 11th, 1872, Verlag Liverpool Printing and Stationery Co., 1872
- Recent dock extensions at Liverpool, with a general description of the Mersey dock estate, the Port of Liverpool and the River Mersey, in: Minutes of proceedings, Institute of Civil Engineers, Band 100, London 1890
- Plan of the Mersey Dock Estate, Mersey Docks and Harbour Board, 1882
- On the Physical and Engineering Features of the River Mersey and Port of Liverpool, Vortrag beim 66. Treffen (1899) der British Association for the Advancement of Science, in: Bibliotheca geographica, Bände 5–6, Gesellschaft für Erdkunde zu Berlin, Verlag W.H.Kuhl, 1899, Seite 548–568

## Orden und Auszeichnungen
- Ritter des belgischen Leopoldsordens